# Palazzo Peloso Cepolla
Il palazzo Peloso Cepolla è un palazzo situato in piazza San Michele, nel centro storico di Albenga, in provincia di Savona. 
L'edificio è il prodotto finale di varie evoluzioni. Incorpora nella facciata una torre duecentesca, con un basamento in pietra nera in cui si apre una porta leggermente ogivale e la parte superiore in mattoni rossi; la sommità, un tempo merlata, nel XVI secolo è stata modificata creando una fascia decorativa, quando il nobile Prospero Cepolla accorpò il complesso di case medievali di sua proprietà nell'angolo della piazza risistemandolo in modo più omogeneo. 
La facciata è relativamente semplice (più bella quella laterale con tracce di affreschi medievali): è invece il piano nobile ciò che rende il palazzo uno dei più importanti di Albenga. Presenta infatti un vasto apparato decorativo realizzato nell'arco di cinque secoli, dal XV al XIX. Una parte degli affreschi interni è di ispirazione umanistica e risalente alla seconda metà del XV secolo; è situata al secondo piano, nella sala detta "dei filosofi".
L'intero palazzo è stato lasciato in eredità al comune di Albenga da Agostino Niccolari, ultimo erede della famiglia, che volle nel 1946 vincolare il palazzo a sede della sezione ingauna dell'Istituto Internazionale di Studi Liguri (IISL), che nel 1960 ne fece sede del Museo navale romano del Centro Sperimentale di Archeologia Marittima.

## Storia

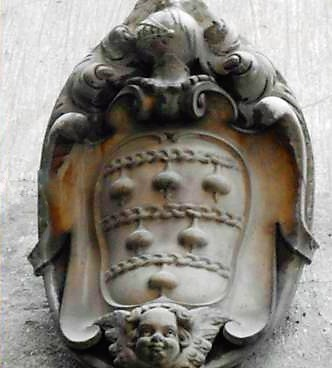
Lo stemma della famiglia Cepolla

### La famiglia Cepolla
Una delle più antiche e nobili famiglie di Albenga, nonostante sia sempre rimasta nella sua zona d'origine, guadagnò grandi ricchezze e un ruolo importante nella città, legandosi in matrimonio per ben due volte nello stesso secolo con un casato potente come quello Doria. La famiglia Cepolla, nota in città dal 1222, si divise nella seconda metà del Duecento in due rami, legati uno al potere feudale dei marchesi di Clavesana, l'altro all'ambito comunale; i suoi membri, molto numerosi, ricoprirono cariche nell'amministrazione del comune e gestirono una cospicua attività in campo finanziario. Furono infeudati di Aquila, Onzo, Alto, Caprauna, Nasino ed ebbero titolo comitale. 
Nei catasti comunali più antichi i Cepolla risultano essere in assoluto la famiglia più abbiente della città, possedendo numerose torri, fabbricati e residenze; la fortuna, è da supporre, era stata fatta con il commercio navale, come per la gran parte delle famiglie liguri. 
Il membro più importante della dinastia, almeno per il palazzo, fu certamente Prospero di Pietro e Bianca Doria, nato nel 1543 e sposato nella seconda metà del secolo con Teodora Costa. Costui avviò grandi lavori di ristrutturazione delle case nell'isolato sulla piazza della Cattedrale, che proprio per il gran numero di rami della famiglia nel tempo si presentava come un insieme disomogeneo di abitati medievali all'ombra della torre; Prospero volle dotare la sua famiglia di un palazzo che svolgesse una grande funzione di rappresentanza, cosa che le case più antiche non potevano più fare. L'unificazione di tutti i corpi di fabbrica generò il palazzo che vediamo oggi, che presenta quasi un unicum nel panorama architettonico di Albenga. 
La famiglia, estintasi con Vittoria nipote di Prospero che sposò Bonifacio della Lengueglia, fuse successivamente il suo cognome con quello dei Peloso, famiglia del marito della nipote di Vittoria.

## Esterno

### Facciata
La facciata su piazza San Michele si presenta in modo relativamente modesto, in pieno stile ligure. Per quanto riguarda il pianterreno, il portale ha una semplice cornice d'ardesia ed è sormontato dallo stemma Cepolla in pietra; le due finestre che lo affiancano e che danno luce all'atrio sono inferriate. Il basamento della torre, invece, è composto da fasce regolari di grandezze diverse in pietra.
Il primo piano presenta otto finestre, di cui sette aperte senza decorazioni. La finestra della torre, invece, è più alta poiché formata da due aperture sovrapposte; presenta una movimentata cornice ornamentale in ardesia. È murata e ha un affresco che finge i vetri, gli infissi e una figura affacciata al davanzale. Questo tipo di cornice si ripete anche sull'altro lato della torre, su via Cavour, e si suppone che un tempo tutte le finestre del piano nobile avessero questa decorazione. Prova ne è la fascia d'intonaco di colore diverso presente sopra ogni finestra "nuova", a mostrare il suo posteriore abbassamento, e la corrispondente fascia bianca sugli affreschi entrefenetres nella sala del Figliol Prodigo all'interno, spazio prima occupato dalla finestra quadrata superiore e quindi non affrescato. È infine da considerare che tra i palazzi storici di Albenga coevi alla dimora dei Cepolla è molto più comune il tipo di finestra a doppia apertura presente sulla torre rispetto a quello del resto della facciata.
Al secondo piano, in corrispondenza di ogni finestra inferiore, è presente una nicchia ovale con dipinta dentro un'inferriata a losanghe davanti a un vetro. Teoricamente finestre murate, queste nicchie sono quasi tutte chiuse, diventando quindi più un elemento architettonico che una luce. Subito sopra, il cornicione a mensole conclude la facciata.
Il prospetto che ora si può vedere, in conclusione, difficilmente rende l'idea di come fosse un tempo: ormai di intonaco scrostato, con i terminali delle catene in vista e pezzi di muro mancanti, le finestre senza alcun tipo di ornamento. Pur rimanendo nel rigore tipico delle facciate liguri, dobbiamo immaginarlo con decorazioni architettoniche dipinte, colori accesi (probabilmente rosso o giallo) e tutte le finestre doppie con cornice in ardesia. Una verosimile ricostruzione del genere rende alla mente la facciata degna della bellezza interna di questo palazzo; un ampio intervento di restauro probabilmente gli restituirebbe parte del fasto antico.

### La torre
Inglobata nell'angolo destro della facciata principale svetta la torre, elemento comune a moltissime dimore storiche della città. Il piano terra è in pietra, con due finestre murate quadrangolari (una su ogni lato visibile) e una porta a sesto acuto su Via Cavour, una delle poche vestigia gotiche del palazzo. Il piano nobile è l'unica parte della facciata che conserva le finestre originali con la cornice in ardesia; le sovrastano le finestre ovali e il cornicione. Al di sopra del livello del tetto, la costruzione svetta per un'altezza comparabile a quella inferiore, con in cima quattro aperture centinate (una per lato). La sommità, prima merlata, fu decorata a fine '500 con una fascia a forma di balaustra, sovrastata da quattro sfere con sostegno. 

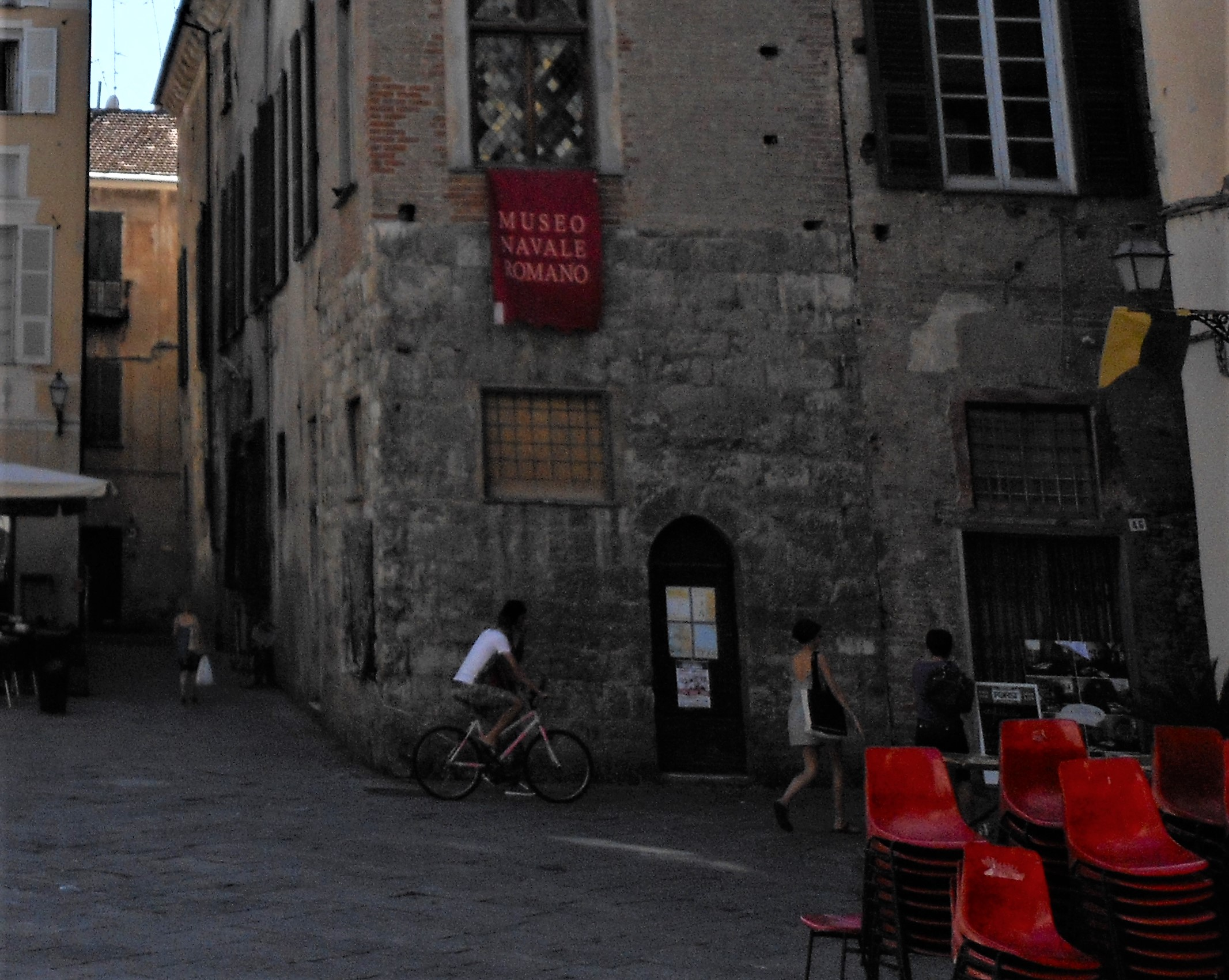
Il basamento in pietra

Uno studio di qualche anno fa compiuto dall'avv. Cosimo Costa, presidente della sezione ingauna dell'IISL, era giunto a stabilire i criteri di riconoscimento dell'antichità delle torri di Albenga (un tempo quasi cento, ora molte meno). Applicandoli alla torre d'angolo di palazzo Peloso Cepolla, essa risulta essere una delle ultime per realizzazione tra quelle che sono arrivate fino a noi. 
Nell'arco del solo XIII secolo, infatti, lo stile delle torri si è evoluto considerevolmente, tanto da rendere semplice individuare il periodo di ognuna. I basamenti a conci di pietra rustica nei primi decenni del 'Duecento erano molto alti, giungendo anche alla metà dello sviluppo verticale della costruzione, ed erano formati da bugne di dimensioni alquanto grandi, ad uso più difensivo. Nel corso dello stesso secolo ognuno di questi parametri andò invertendosi, con basamenti più bassi, formati da pietre più lavorate e più piccole, ad uso maggiormente ornamentale. Ad esempio, la torre Della Lengueglia-Costa, una delle più antiche (ormai mozza nella sua parte di mattoni ed inglobata nel retro dell'omonimo palazzo) ha un basamento di oltre 12 metri formato da bugne rustiche; quella Peloso Cepolla, invece, ha uno zoccolo di pietre lavorate alto circa sei metri: risulta essere quindi degli ultimi decenni del '200. 

### La facciata su via Cavour
Sul lato che si affaccia su via Cavour è ancora visibile il muro medievale, integrato in alcuni punti con le modifiche secentesche e ottocentesche, che rende l'idea di come potesse presentarsi il palazzo fino ai grandi lavori di Prospero Cepolla. È composto, partendo da sinistra, dalla torre, una casa medievale del XIV secolo, un muro di epoca successiva che chiude lo spazio un tempo occupato da una via, un corpo di mattoni del XV secolo ricoperto da affreschi. Su quest'ultimo fa mostra di sé una bella quadrifora (la stessa che si vede dall'interno nella sala dei Filosofi) ma soprattutto sono da apprezzare gli affreschi, quasi tutti non identificabili a causa dei pezzi mancanti ma con colori ancora vivissimi. Si riconoscono figure in piedi nella parte inferiore e in cima un fregio che rappresenta un corteo. Se il prospetto su piazza san Michele versa in cattive condizioni, questo è letteralmente fatiscente: finestre murate sono in realtà riempite con mattoni disposti in modo disordinato e delle crepe preoccupanti lo attraversano in lungo e in largo, suggerendo la necessità di un massiccio intervento di restauro.

## Piano terra
Il pianterreno è quello che più è stato interessato dalle modifiche secentesche dopo il piano nobile, anche per motivi strutturali (i muri portanti devono sostenere quelli dei piani superiori). Alcune stanze di botteghe hanno parche decorazioni; quasi tutte presentano uno stemma Cepolla In pietra (una particolarità è una sala su via Cavour in cui il blasone in pietra è incassato nel muro capovolto, con le cipolle che "pendono" all'insù).
L'atrio secentesco ha tre pilastri che reggono arcate sostenenti la volta; ad oggi non sono più agibili gli ingressi laterali e ci si può accedere solo da piazza san Michele. In fondo, allineato con il portone, c'è lo scalone con l'affresco dell'imperatore Proculo sulla parete di sfondo del primo pianerottolo. Sulla destra si apre il cortile (una rarità per un palazzo ingauno), ad oggi occupato dal retro di una bottega, che dà luce all'atrio. È da sottolineare come la residenza dei Cepolla, in una città con tanti illustri esempi di scalone d'onore (cito solo ad esempio il prospiciente palazzo Costa-Della Lengueglia o i palazzi Rolandi-Ricci e Borea-Ricci), abbia uno scalone piuttosto elementare, con tre fughe con volta a botte intervallate da due pianerottoli e corrimano in ferro, in contrasto con la sua magnificenza.
Nell'atrio sono conservati cimeli del Museo Navale Romano, tra cui l'importante campana subacquea utilizzata durante le prime operazioni di recupero su navi romane. L'affresco dell'imperatore usurpatore Proculo (da cui i Cepolla pretendevano discendenza), restaurato nel 1960, è nuovamente quasi illeggibile.

## Piano nobile
Le sale del piano nobile sono riccamente decorate; alcune, purtroppo, versano in cattive condizioni a causa dell'umidità o della mancanza di restauri.

### Atrio

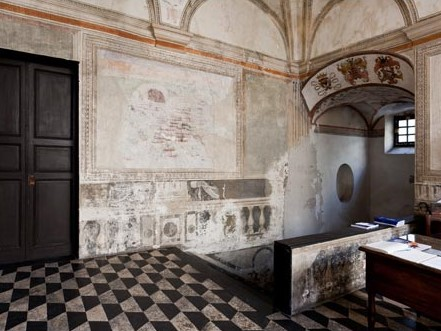
L'atrio del piano nobile

La prima sala che si incontra provenendo dallo scalone è l'atrio, cui si accede passando sotto un arco con gli stemmi Cepolla, Costa (illustre famiglia ingauna cui apparteneva Teodora moglie di Prospero Cepolla, colui che accorpò il palazzo nel '600) e Doria (famiglia della madre di Prospero, Bianca). Sulla parete destra è rappresentata una flotta davanti ad Albenga (si riconosce l'Isola Gallinara, forse il dipinto rappresenta la flotta mercantile dei Cepolla), mentre la sinistra è aperta con una loggia a due arcate sul cortile interno. Nel centro della volta è rappresentata una figura femminile con spighe di grano in mano, identificabile come Cerere o l'Estate. Infine, in una lunetta della volta è rappresentata una città che, dato l'alto numero di torri, è probabilmente l'Albenga dell'epoca.

### Sala del Figliol Prodigo

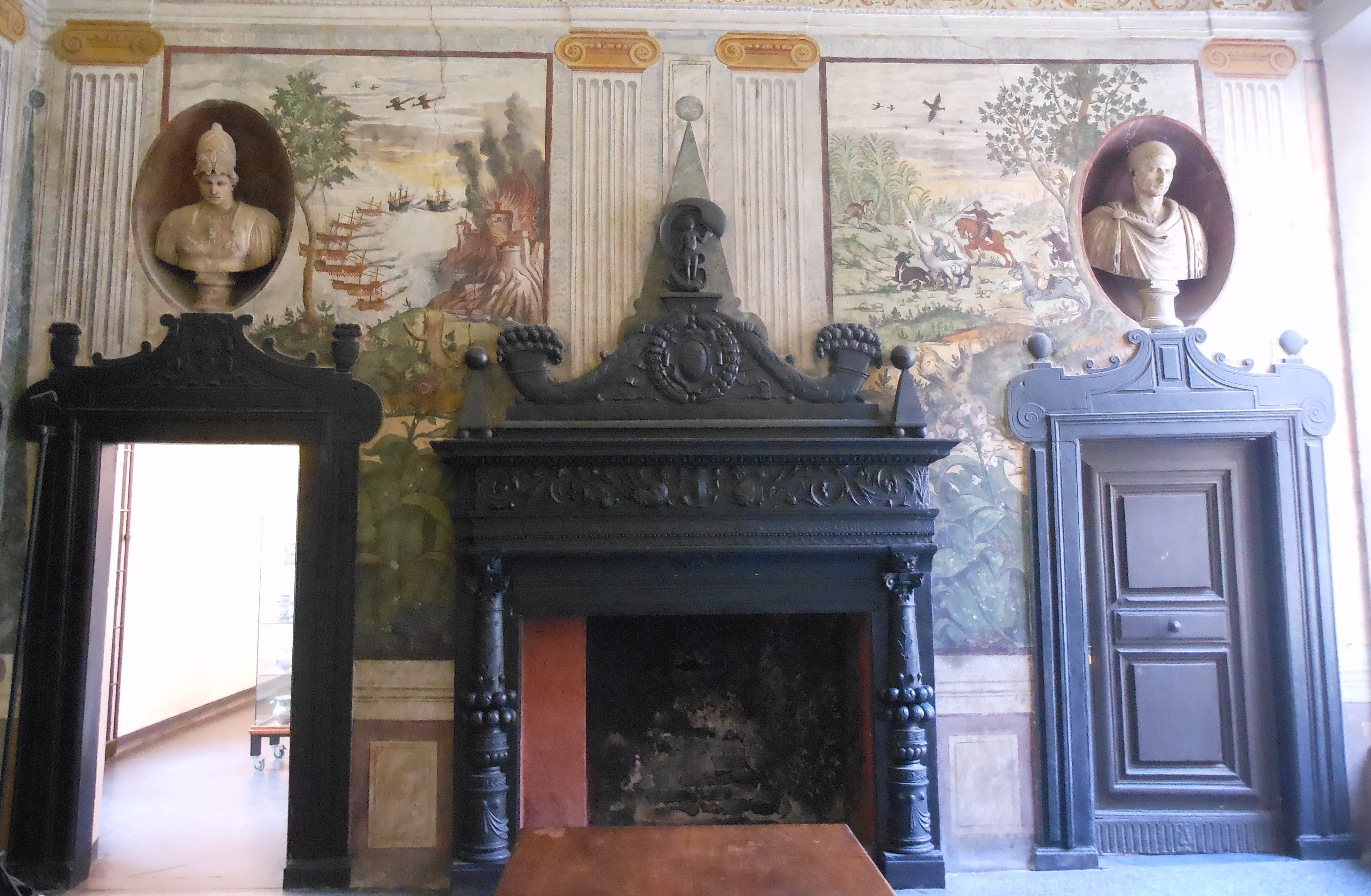
La parete del camino della sala del Figliol Prodigo

Senza dubbio la sala di maggior importanza dal punto di vista decorativo, prende il nome dall'affresco del XVII secolo nel riquadro centrale della volta: vi è infatti dipinta la scena del ritorno del figlio, tratta dalla famosa parabola di Gesù Cristo, nel momento in cui il padre (con lo sguardo rivolto verso lo spettatore e le sembianze del committente Prospero) mette l'anello al dito del figlio ritrovato. Quattro ovali nella volta rappresentano altre scene della parabola: uno è purtroppo illeggibile, mentre negli altri si può riconoscere il figlio che va con le prostitute, che partecipa ad un banchetto e che fa da guardiano ai porci. L'apparato decorativo continua riccamente anche sulle pareti, dove sono rappresentate scene naturalistiche con caccia al cinghiale, al leone e allo struzzo e due di battaglia navale. Sui tre muri senza le finestre, tutte le porte hanno cornici modanate e scolpite d'ardesia, con lo stemma Doria abraso, e sovrastate da busti di personaggi dell'età classica (presenti anche nella Sala delle Anfore): procedendo da sinistra, sono rappresentati Faustina, Vespasiano, Scipione, Marco Antonio, Alessandro e Giulio Cesare.
Nella parete sulla sinistra dall'ingresso si apre lo splendido camino del '600, anch'esso in ardesia e nello stile delle porte. La struttura è costituita da un architrave con fregio floreale e al centro l'arma matrimoniale Cepolla-Doria che poggia su due colonne riccamente decorate e sovrastato da cornucopie, due cuspidi sormontate da sfere e la Fortuna che cavalca un delfino sopra lo stemma Cepolla.

### Sala della loggetta o della Farmacia

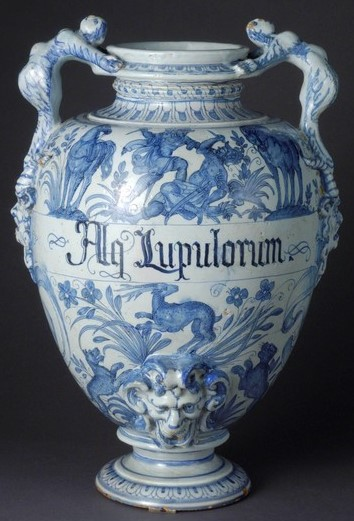
Lo "stagnone" acquistato all'asta nel 2013.

Dal portale a sinistra del camino si accede a una saletta che conserva una pregevolissima serie di vasi da farmacia in ceramica di Albisola azzurra e bianca (tra cui i cosiddetti "stagnoni") provenienti dalla Farmacia dell'Ospedale di Albenga, databili tra il XVII e il XVIII secolo, decorati con scene varie, stemmi e i nomi dei medicamenti contenuti. In ceramologia si chiama stagnone, o idria, un tipo di vaso grande e con due anse, munito di rubinetto collocato nella bocca di un mascherone, destinato alla conservazione delle “acque”, i medicamenti liquidi. Lo stagnone è il pezzo più grande tra le tipologie delle ceramiche di farmacia, e la sua ampia superficie consente una decorazione pittorica più estesa e scenografica; questa caratteristica l'ha fatto diventare nel tempo un'opera decorativa oltre che funzionale. Le idrie in questione hanno inoltre le insegne araldiche dei farmacisti dell'ospedale; la maggior parte di esse porta dipinto il blasone dei Giorgi (troncato: nel 1° d'oro, all'aquila al naturale incoronata dello stesso; nel 2° scaccato d'argento e di rosso), famiglia con una lunga tradizione all'interno della suddetta farmacia. 
Nel 2013 un ricercatore della sezione ingauna dell'Istituto ha notato in un catalogo d'asta di Milano un'idria simile ai pezzi della serie già di proprietà dell'IISL ed esposta nella sala della loggetta. Il vaso è stato quindi tempestivamente acquistato e portato nel palazzo.
La volta della stanza è a lunette, cinque per ogni lato lungo. La luce è data alla stanza da una bella bifora centinata che si affaccia sul cortile e che dà il nome alla sala.

### Sala delle Anfore
Questa sala, che è la più ampia del piano di rappresentanza, prende il nome dalle numerose anfore provenienti dal relitto romano di una nave oneraria e facenti parte del Museo Navale Romano, che qui sono conservate. La decorazione rimasta si limita a busti del mondo classico in continuità con l'adiacente sala del Figlio Prodigo. Essi rappresentano, in senso orario dalla parete opposta alle anfore, Annibale, Claudio, Ottaviano, due volte Pertinace e un personaggio non ancora identificato. Da una porta si accede a una saletta con un modesto fregio ottocentesco sul soffitto, di scarso interesse artistico.

### Cappella
Ripassando dall'atrio diretti all'appartamento neoclassico, davanti alle scale che portano al secondo piano si apre la cappella del palazzo. Essa, come è attestato da un'iscrizione all'interno, fu costruita o quantomeno rimaneggiata nel 1600, in occasione del Giubileo. È illuminata da una finestra a lunotto sulla parete di fondo, sopra l'altare, e presenta affreschi su tutte le pareti e sulla volta. Sfortunatamente, sono stati alquanto rovinati a causa di intonacature successive, attestate dalle scalfitture sulle pareti e motivate dal gusto o da epidemie. Tuttavia, sono perfettamente riconoscibili le figure dipinte, tre per ogni lato, che rappresentano i quattro Evangelisti e due angeli, a figura piena. Questi ultimi occupano i due posti più vicini all'altare mentre, dall'ingresso, sulla sinistra vi sono Matteo e Giovanni, sulla destra Marco e Luca; sono tutti riconoscibili perché accompagnati ai piedi dagli elementi del tetramorfo. Al centro della volta a botte è raffigurato il Padreterno; l'altare conserva alcune pregevoli formelle marmoree provenienti dagli scavi della cattedrale.

### Sala dell'Eneide
Questa stanza, che fa parte dell'appartamento sette-ottocentesco del primo piano (formato da tre sale a cui si accede separatamente dall'atrio) ne rappresenta l'ingresso. Nel centro della volta, in un grande riquadro, è rappresentato l'episodio di Enea e il ramo d'oro, tratto dal libro VI dell'opera di Virgilio. Nell'affresco, che probabilmente ha un alto valore simbolico (come anche quello della sala successiva), un putto regge lo stemma Peloso nell'angolo in basso a destra. Sulle pareti, le quattro cornici sovrapporta rappresentano quattro scene dell'Eneide: dall'ingresso in senso orario, l'accampamento greco fuori da Troia, la morte di Laocoonte, l'ingresso del Cavallo di Troia nelle mura e il suicidio di Didone. È interessante notare come Laocoonte sia copiato in tutto e per tutto dal celeberrimo gruppo del Cortile del Belvedere ai Vaticani e come, essendo stato dipinto prima del '900, rappresenti il braccio destro del sacerdote teso verso il cielo, e non col gomito piegato. Finisce la decorazione un caminetto in stile neoclassico di marmo bianco nella parete opposta alle finestre.

### Sala delle Metamorfosi
Al centro della volta di questa seconda stanza, in un riquadro che segue la forma delle lunette, vi è un affresco che rappresenta Giasone e il Vello d'Oro, con intorno altri richiami al mito degli Argonauti. Sempre nel dipinto, un cartiglio con iscrizioni legate alla Cabala, non ancora decifrate. Il nome della sala, tuttavia, proviene dai quattro riquadri sovrapporta con scene tratte dal capolavoro di Ovidio. Rivolgendosi verso la sala dell'Eneide, quello sulla destra rappresenta il mito del ratto d'Europa. A seguire, in senso orario, Apollo e Dafne, Narciso (raffigurato in modo inusuale in quanto si specchia in piedi appoggiato a una lancia) e Ippomene che riceve da Venere le mele delle Esperidi. Come nel caso del Laocoonte della sala precedente, c'è da fare un'interessante osservazione sul dipinto del ratto d'Europa. Vi è infatti nel riquadro un esempio di somiglianza così precisa con un'opera famosa da poter essere soltanto una copia, e non solo un'ispirazione, se si confronta con le tele del pittore Francesco Albani, attivo nel '600, che produsse nella sua lunga carriera varie versioni dello stesso quadro. Il bolognese, che iniziò la serie di ratti d'Europa nel 1612 con quello commissionato dal marchese di baldacchino Patrizio Patrizi, seguì alla lettera le fonti letterarie classiche. Dalle Metamorfosi ricavò la descrizione del toro-Giove e la presenza di Mercurio che secondo Ovidio è suo complice, mentre leggendo gli Amori di Leucippe e Clitofonte intuì la posizione di Europa, con un braccio teso verso le ancelle, girata all'indietro verso di loro a terra, col seno scoperto, seduta sul dorso del toro e non a cavallo di esso. Tutti particolari che coincidono alla lettera con ciò che dice Tazio in quest'opera: «La fanciulla sedeva in mezzo al dorso del toro, non a cavalcioni, ma sul fianco, i piedi riuniti verso destra, tenendosi afferrata con la sinistra a un corno, come un auriga alle briglie». Poi, Tazio descrive anche il colore rosso del peplo, il mantello, e che veniva usato come vela. Infine, il particolare di una delle ancelle con le braccia sollevate, che è presente in tutte le tele, insieme a Eros che tira Giove con una ghirlanda di fiori. Tra le versioni dell'Albani, è meno probabile una «ispirazione» a quella degli Uffizi, mentre quelle dell'Hermitage e di Roma sono quasi uguali; la posizione del corpo di Europa nell'affresco, tuttavia, è quella della versione conservata in Russia.

### Sala degli Amorini
L'ultima sala dell'appartamento neoclassico, un tempo accessibile dalla seconda, è ora chiusa da quel lato. Risulta quindi separata dalle altre due sale coeve ed è raggiungibile solo dalla porta sul muro opposto alla sala delle Metamorfosi, ovvero dalle stanze dell'Istituto Internazionale Studi Liguri: è infatti una delle tre stanze che ne conservano l'archivio storico, ed è pertanto difficilmente accessibile. È probabile che fosse la camera da letto dell'appartamento privato del piano nobile, considerato il ridotto apparato decorativo e il suo soggetto. Nel centro della volta sono raffigurati dei puttini, figure che si ripetono anche nelle due cornici sovrapporta a monocromo: sulla porta verso l'archivio, gli amorini trainano due amanti, mentre su quella verso la sala delle Metamorfosi trainano un'urna e giocano.

## Secondo piano
Il secondo piano del palazzo, nonostante l'importanza delle decorazioni della Sala dei Filosofi, non nasce come un ulteriore piano nobile nell'intervento di rifacimento del conte Prospero, anzi: è proprio la parte che rende più evidente la preesistenza di strutture medievali. I pavimenti, nell'intento di alzare i soffitti del piano sottostante a scopo di rappresentanza, sono stati di conseguenza innalzati fin quasi al livello dei precedenti soffitti del secondo: il piano si è trasformato quindi in una sorta di sottotetto, accessibile con una scala angusta e senza un'uniformità generale, con differenze di livello tra i pavimenti delle varie stanze.

### Prima sala
Provenendo dalle scale, si raggiunge per prima una sala adibita a deposito di scarso interesse artistico. Tuttavia, sono presenti alcuni elementi decorativi risalenti all'epoca di Prospero, cosa singolare per il secondo piano. Tra gli altri, curioso è l'architrave interno di una finestra con l'arme matrimoniale Cepolla-Doria: è infatti lo stesso stemma, in piccolo, di quello che si vede sul grande camino della sala del Figliol Prodigo, il quale è però abraso e illeggibile: utile è quindi il confronto tra i due.

### Sala dei Filosofi
Di grandissima importanza pittorica è il fregio continuo che corre lungo tutte e quattro le pareti di questa sala. Realizzato nel tardo XV secolo, è formato da volute floreali intervallate da putti che ci si arrampicano o reggono cesti colmi di frutta; sono presenti medaglioni con i ritratti di filosofi (da cui il nome della sala) con il nome sottostante; i cartigli rendono riconoscibili i personaggi di Avicenna, Galeno e Platone. Vista l'appartenenza per millenni della fisica al campo della filosofia, non c'è da stupirsi se si trovano affiancati a Platone, il quale tra l'altro ragionò anche di medicina, due dotti principalmente medici come Avicenna e Galeno. Il fregio era un tempo posto immediatamente sotto un soffitto a travi; a causa della variazione di livello della stanza si trova ora a circa un metro dal pavimento. Questo snaturamento della sala originaria, che ha da un lato mandato per sempre perduto il soffitto, dall'altro consente dall'altro di ammirare più da vicino questa lunga teoria di piante, ritratti e putti, unita con l'altro pregevole dipinto della stanza, ovvero l'annunciazione nel vano della quadrifora, anch'essa un tempo posta a un'altezza superiore. Questa finestra, che ha un oculo sopra i quattro archetti, ha un vano ad arcata unica; nella lunetta che si viene a creare sono visibili, purtroppo entrambi con i volti cancellati, l'Arcangelo Gabriele a sinistra dell'apertura circolare, contornata da una ghirlanda, e la Vergine a destra, intenta nella lettura della Parola come nell'iconografia tradizionale.

## L'archivio
All'interno del piano nobile, nella stanza d'angolo nella torre e nelle due sale successive (la seconda stanza d'archivio e la Sala degli Amorini), è collocato l'Archivio Storico Ingauno, raccolto e conservato dall'IISL. Esso conserva, oltre ai carteggi della sezione ingauna dell'Istituto, anche quelli di numerose famiglie storiche di Albenga e Alassio: gli archivi Peloso Cepolla, Cepollini, Costa del Carretto, Rolandi Ricci, d'Aste e Campanella Balduzzi. Inoltre, nell'ultima sala, sono custoditi l'antico archivio dell'Ospedale di Albenga e quello Comunale, in volumi in cuoio con lo stemma della città.

## Galleria d'immagini

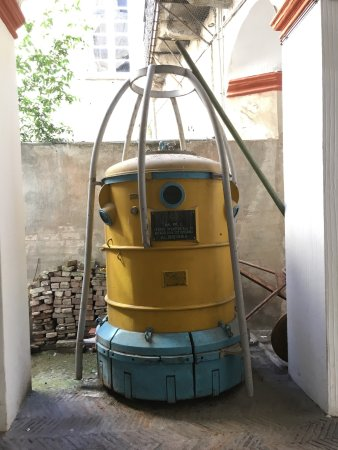
La campana del Centro Sperimentale di Archeologia Subacquea posta nell'atrio
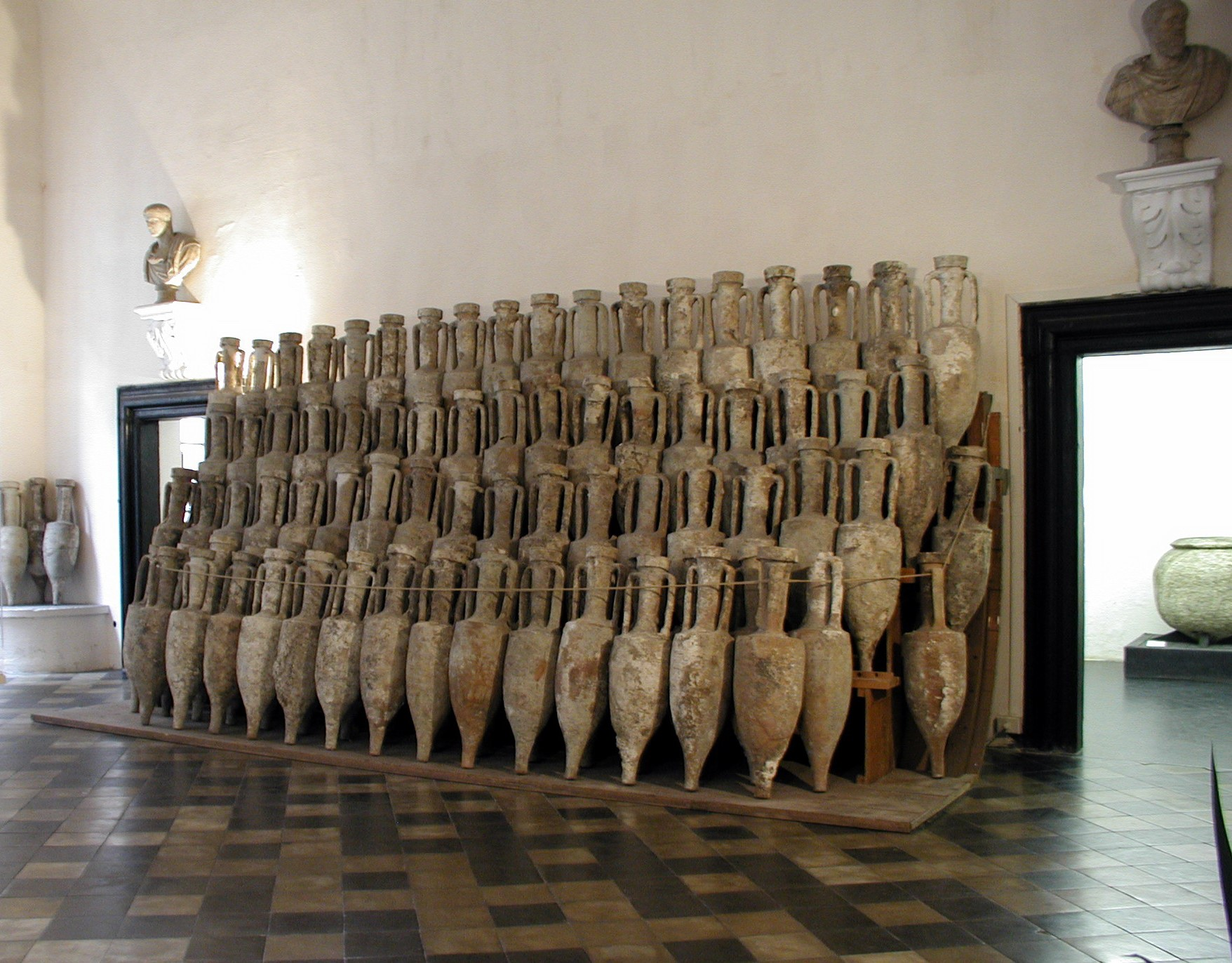
Le anfore dell'omonima sala; sopra le porte i busti di Ottaviano, a sinistra, e Pertinace
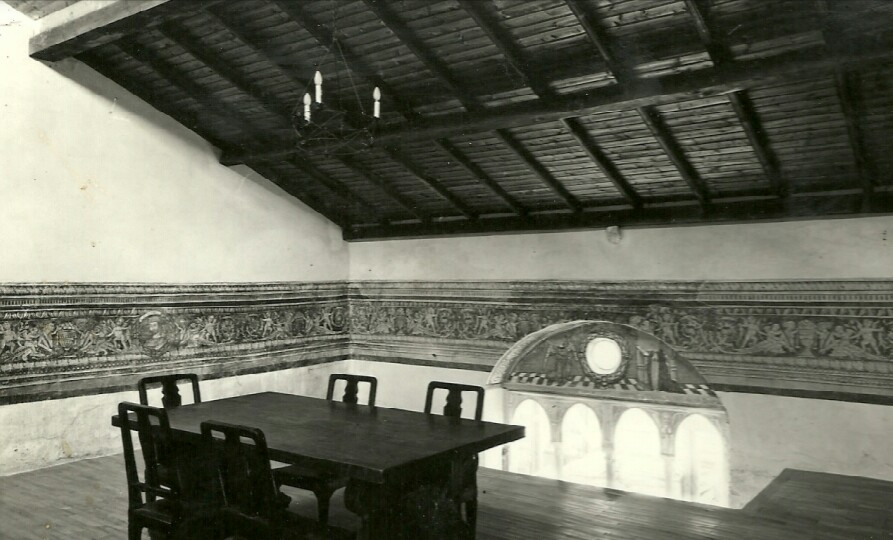
Il fregio medievale della Sala dei Filosofi al secondo piano